# GARNET CROW
가넷 크로우(GARNET CROW, 일본어: ガーネット クロウ)는 1999년에 결성된 기자 스튜디오 소속의 밴드로 2013년 상반기까지 멤버 변동 없이 13년간 명맥을 유지해 온 크리에이터 밴드이다. 음악 제작 회사 빙(BEING) 그룹 소속의 4명의 멤버가 있었다. 처음 데뷔했을 때에는 텔레비전 프로그램 출연을 잘 하려 하지 않는 등 외적으로 가넷 크로우를 잘 드러내려 하지 않았지만, 2002년 이후에는 텔레비전 프로그램에 출연하고 있다. 2013년 6월 9일 GARNET CROW livescope THE FINAL을 끝으로 공식적인 밴드 활동을 중지 및 해체하였다.

## 개요
GARNET CROW라는 이름은 진한 분홍색처럼 깊이 있는 음악을 뜻하는 GARNET과 어감을 좋게 하려고 CROW를 붙인 것이 유래다. 이 둘이 합쳐지면 짙은 분홍색 까마귀란 뜻이 되는데, 이는 GARNET CROW란 그룹이 신비롭고 특별하게 보이려고 한 것이다.
멤버는 나카무라 유리(일본어: 中村由利)), 아즈키 나나, 오카모토 히토시(일본어: 岡本仁志)), 후루이 히로히토(일본어: 古井弘人))의 남녀 네 명으로 되어있다. 리더는 후루이 히로히토지만, 공식 사이트에서는 나카무라 유리를 먼저 소개하고 있다.
1999년에 데뷔했으며, 쿠라키 마이가 미국에서 인디로 데뷔할 때 그의 데모 테이프 작성에 멤버 네 명이 함께 하였다. 이 작업은 스튜디오에서 작업했는데 네 명이 서로 친해지게 되었고, 그 계기로 GARNET CROW를 결성하게 된다. 나카무라 유리를 제외한 세 명은 이미 빙 그룹 내에서 다른 가수의 곡을 작사/작곡했으며, 이미 그룹을 후원하던 사람이다. 그래서 신인은 나카무라 유리 혼자다. 당시 나카무라 유리 자신은 음악 감독을 하려 했지만, 주위에서 작곡과 보컬을 하라는 추천이 있어 작곡과 보컬을 담당하였다.

음악 제작을 할 때 각자의 역할이 분담되어 있다. 그리하여 데뷔 후 2년간은 CD제작에 힘쓴다. 2002년 첫 라이브를 한 이후로는 새로운 도전을 하는 의미로 새로운 요소를 곡에 넣고 있다.
멤버의 개인 프로필은 공개되어 있지 않다. 그리고, 2002년의 싱글 발매 전까지는 전혀 텔레비전 프로그램에 출연하지 않았다. 하지만, 라이브는 2002년 이래 3대 도시권을 중심으로 20회 이상 공연을 했고, 텔레비전 음악 프로그램에도 2002년 이후는 출연해왔다. 멤버들은 텔레비전 프로그램 출연을 할 때는 항상 긴장을 한다고 전했다.

## 내력
1999년부터 2005년까지의 내력에 관해서는 2005년 발표의 베스트 앨범 『Best』의 부속 소책자에 기재되어 있다. "GARNET CROW HISTORY", 및 공식 북 『 GARNET CROW photoscope 2005 ~5th Anniversary~』에 기재된 "GARNET CROW HISTORY"에서 매 년마다 형식으로 정리된다. 전술 2권에 공통적으로 게재된 사항에 대해서는 각주를 생략한다. 또 각 CD의 발매 연월일·오리콘 순위, 라이브 투어에 대해선 각기 작품·라이브에 관한 내용에서 확인할 수 있다.
- 1999년
  - 가을 각각 제작자로 활동하던 멤버 4명이 의기투합하여 GARNET CROW활동을 시작하였다. 결성 당시의 상황에 대해서는 "맞선을 본 느낌"이라는 아즈키 나나의 발언도 있었다.
  - 12월 4일 미니 앨범 『first kaleidscope ~君の家に着くまでずっと走ってゆく(너의 집에 도착할 때까지 계속 달려 가)~』을 내놓고 인디즈로 데뷔를 하였다. 발매는 새 레이블의 TENT HOUSE의 JASON ZODIAC과 함께 신인으로 데뷔하였다.
- 2000년
  - 2월 미니 앨범 『first kaleidscope ~君の家に着くまでずっと走ってゆく(너의 집에 도착할 때까지 계속 달려 가)~』가 교토의 FM사 α-station의 인디 차트에서 3주 연속 1위를 기록하였다.
  - 3월 29일 『Mysterious Eyes』 『君の家に着くまでずっと走ってゆく(너의 집에 도착할 때까지 계속 달려 가』의 2매 싱글을 동시 발매하여 정식으로 데뷔하고 각각 FM국에서 파워 플레이에 뽑혔다. 『Mysterious Eyes』는 발매 이후 오리콘 차트 100위 이내에 10주간 차트 인하는 롱히트를 기록하였다.
  - 11월 8일 오카모토 히토시가 싱글 『First fine day』로 솔로로 데뷔하였다.
- 2001년
  - 1월 31일 정규 1집 『first soundscope～水のない晴れた海へ(물이 없는 맑은 바다에)～』를 발매하였고 오리콘 차트 6위에 첫 등장하였다. 이 날 아즈키 나나가 시집 『80,0(하치마루마루)』를 발매하였다.
  - 6월 20일 오카모토 히토시가 2번째 솔로 싱글 『Sweet× 2 Summer Rain』를 발매하였다.
  - 12월 5일에 발매된 컴필레이션 앨범 『GIZA studio R&B RESPECT Vol.1-six sisters selection-』에 나카무라 유리가 Groove Theory"Tell Me"의 커버로 참여했다. 또 이달 15일 인터넷 라이브 『GIZA studio R&B PARTY at the"Hills빵 공장"[호리에]vol.1』에도 이 곡으로 출연하였다.
- 2002년
  - 1월 12일 오카모토 히토시가 FM사 α-station에서 라디오 프로그램 『PASTIME PARADISE』을 시작하였다. 이 달부터 시작하는 쿠라키 마이의 라이브 투어 『Mai Kuraki Loving You... Tour2002』에서는, 후루이 히로히토가 모든 곡을 라이브로 연주하였다.
  - 3월 13일 발매의 10번째 싱글 『夢みたあとで(꿈을 꾼 후에)』가 오리콘 주간 싱글 차트 6위를 기록, 니혼 테레비계 『AX Music Factory』·『速報!歌の大辞テン(속보!노래의 대사혼)』, 아사히TV 계열 『뮤직 스테이션』, 테레비 도쿄 『월간 MelodiX!』 『MUSIX!』, TBS테레비 『CDTV-Neo』 등의 TV프로그램에 출연하였다.
  - 3월 20일 오카모토 히토시가 1번째 솔로 앨범 『a first fine day』를 발매하였다.
  - 6월 멤버 사회 프로그램 『GARNET TIME』이 The MUSIC 272에서 방송을 시작하였다.
  - 7월 17일 발매의 컴필레이션 앨범 『GIZA studio MAI-K&FRIENDS HOTROD BEACH PARTY』에 나카무라 유리가 JAN AND DEAN"THE LITTLE OLD LADY PASADENA"의 커버로 참여하였다. 이 앨범의 수록곡"G.T.O"에서는 게스트 보컬로 참여하였다.
  - 10월 10일 공식 팬클럽 『G-NET』이 설립되었다.
  - 10월 10일 ~ 12월 16일 GARNET CROW로 첫 라이브 투어 『GARNET CROW LIVE TOUR 2002, first live scope,』을 개최하였다.
  - 12월 27일 『ミュージックステーションスペシャル "スーパーライヴ2002 (뮤직 스테이션 스페셜"슈퍼 라이브 2002")』에 출연하고 2002년 활동을 마무리하였다.
- 2003년
  - 1월 『Windows Media 9 스페셜 라이브』 및 2월에 도쿄 및 오사카에서 열린 『GIZA studio 발렌타인 콘서트』에서 쿠라키 마이, 아이우치 리나와 협동공연을 하였다.
  - 3월 hills 빵공장에서 시작한 『THURSDAY LIVE』에 게스트로 출연하였다.
  - 작년부터 방송되었던 『GARNET TIME』이 멤버들의 악곡 제작 전념을 이유로 10월 23일(첫회 방송)을 가지고 방송을 중지하였다.
  - 11월 12일 세 번째 정규 앨범 『Crystallize 〜君という光(그대라는 빛)〜』를 발매하였다.
  - 11월 26일 발매의 TAK MATSUMOTO의 앨범 『THE HIT PARADE』에서 나카무라 유리가 카르멘 마키&OZ의 『私は風(나는 바람)』을 커버로 참여했다.
- 2004년
  - 1월 27일~2월 13일 2번째 라이브 투어 『GARNET CROW live scope 2004 〜君という光(그대라는 빛)〜』을 개최하였다.
  - 1월 22일 8월 5일 11월 4일 『THURSDAY LIVE』에서 오카모토 히토시가 솔로 라이브 "OKAMOTO NIGHT"를 hills 빵 공장에서 개최하고 중반부터 다른 멤버 3명이 게스트라는 형태로 등장하면서 GARNET CROW곡을 선보였다. 또 12월 30일 이곳에서 "GARNET NIGHT"를 개최하였다.
  - 12월 8일 네 번째 정규 앨범 『I'm Waiting 4 You』를 발매하였다.
- 2005년
  - 1월 21일~2월 3일 3번째 라이브 투어 『GARNET CROW live scope 2005~I'm waiting 4 you&live』를 개최하였다.
  - 3월 30일 GARNET CROW가 제작한 곡으로서 최초의 제공이 된 이와타 사유리의 『空色の猫(하늘색 고양이)』가 발매되었다.
  - 10월 26일 첫 베스트 앨범 『Best』를 발매하였다.
  - 작년처럼 오카모토 히토시의 솔로 라이브에 GARNET CROW 나머지 멤버가 전원 출연하였다.
- 2006년
  - 9월 13일 발매된 싱글『まぼろし(환상)』는 처음으로 드라마 주제가로 기용되었으며, 오리콘 차트 7위를 기록하였다.
  - 10월 4일 다섯 번째 정규 앨범 『THE TWILIGHT VALLEY』를 발매하였다.
  - 12월 4번째 라이브 투어 『GARNET CROW livescope 2006, THE TWILIGHT VALLEY』을 개최하였다.
  - 이 해에 발매한 『今宵エデンの片隅で(오늘밤 에덴의 한 편에서)』, 『まぼろし(환상)』, 『THE TWILIGHT VALLEY』의 3작품은 디지팩을 사용했다.
- 2007년
  - 10월 20일 교토 인화사(仁和寺)에서 스페셜 라이브 『GARNET CROW Special live in 仁和寺(인화사)』를 개최하였다.
- 2008년
  - 3월 12일 여섯 번째 정규 앨범 『LOCKS』를 발매하였다.
  - 8월 5번째 라이브 투어『GARNET CROW livescope 2008, Are you ready to lock on?!~』을 개최하였다.
  - 10월 22일 28번째 싱글『百年の孤独(백년의 고독)』을 발매하였고, 처음으로 영화 주제가로 기용되었다.
- 2009년
  - 9월 30일 일곱 번째 정규 앨범 『STAY〜夜明けのSoul(새벽의 Soul)〜』을 발매하였다.
  - 10월 2일 ~ 11월 25일 6번째 라이브 투어 『GARNET CROW livescope 2009, 夜明けのSoul(새벽의 Soul) 』을 개최하였다.
  - 12월 31일 첫 카운트다운 라이브 『GARNET CROW Special Countdown Live 2009-2010』을 개최하였다.
- 2010년
  - 2월 10일 2번째 베스트 앨범 『THE BEST History of GARNET CROW at the crest...』를 발매하였다.
  - 2월 27일 ~ 3월 27일 정규 데뷔 10주년을 기념하는 『GARNET CROW Happy 10th Anniversary livescope2010 THE BEST TOUR』를 개최하였다.
  - 4월 14일 31번째 싱글 『Over Drive』(극장판 『명탐정 코난: 천공의 난파선』 주제가)를 발매하자, 오리콘 주간 차트에서는 역대 최고 순위인 4위를 기록하였다.
  - 8월 26일 도쿄 시티 필하모닉 오케스트라와 합동 공연한 『GARNET CROW Symphonic Concert 2010 All Lovers』을 개최하였다.
  - 12월 8일 여덟 번째 정규 앨범 『parallel universe』를 발매하였다.
  - 12월 12일 ~ 12월 26일 『GARNET CROW livescope 2010+, welcome to the parallel universe!』을 개최하였다.
  - 12월 31일 2번째 카운트다운 라이브 『GARNET CROW Special Countdown Live 2010-2011』을 개최하였다.
- 2011년
  - 6월 29일 1년 2개월 만의 발매된 싱글 『Smiley Nation』과 라이브 DVD『GARNET CROW livescope 2009, 夜明けのSoul(새벽의 Soul) 』, 『GARNET CROW livescope 2010+, welcome to parallel universe!』을 동시에 발매하였다.
  - 8월 10일 첫 야외 라이브인 "音霊(음령) OTODAMA SEA STUDIO"에 나카무라 유리와 오카모토 히토시가 출연하였다.
  - 12월 7일 아홉 번째 정규 앨범 『メモリーズ(메모리즈)』를 발매하였다.
  - 12월 31일 3번째의 카운트다운 라이브 『GARNET CROW Special Countdown Live 2011-2012』을 개최하였다.
- 2012년
  - 3월 4일 ~ 3월 18일 1년 6개월만의 라이브 투어 『GARNET CROW livescope 2012 ~the tales of memories~』을 개최하였다.
- 2013년
  - 3월 20일 열 번째 정규 앨범 『Terminus』를 발매하였다.
  - 3월 23일 ~ 3월 30일 『GARNET CROW livescope 2013, Terminus』을 개최하였다.
    - 투어 마지막 날인 3월 30일 TOKYO DOME CITY HALL공연이 끝난 뒤, 5월~6월에 도쿄·오사카에서 열리는 라이브를 가지고 해산하기로 발표하였고 동시에 베스트 음반도 발표했다.

  - 5월 22일 베스트 음반 『THE ONE, ALL SINGLES BEST』를 발매하였다.
  - 5월 24일 ~ 6월 9일 『GARNET CROW livescope, THE FINAL』을 개최.
    - 투어 마지막 날인 6월 9일 오사카 국제 회의장 그랑 큐브 오사카 공연을 마지막으로 가지고 해산하였다.

## 해체 후
- 2013년
  - 10월 9일 리퀘스트 베스트 앨범 『GARNET CROW REQUEST BEST』과 라이브 DVD『GARNET CROW livescope, THE FINAL』을 동시에 발매하였다.
- 2014년
  - 3월 15일 ~ 3월 22일 2013년에 개최된 『GARNET CROW livescope 2013~Terminus~』의 라이브 영상을 중심으로 필름 콘서트 『GARNET CROW filmscope 2014~Smile&Jump~』을 Zepp Tokyo·도지마 리버 포럼에서 개최하였다.
  - 4월 7일 『GARNET CROW PREMIUM BOX』을 완전 예약 생산방식으로 발매하였다.
  - 12월 24일 발라드 베스트 『GARNET CROW BEST OF BALLADS』를 발매하였다.
- 2015년
  - 3월 27일 『GARNET CROW PREMIUM blu-ray BOX』을 완전 예약 한정으로 발매하였다.
  - 3월 29일 GARNET CROW 데뷔 15년을 맞은 기념으로 오사카·아메리카 촌 Rozetta Cafe에서 GARNET CROW미니판전을 개최하였다.

후루이 히로히토와 오카모토 히토시는 다른 가수의 편곡을 담당하거나 라이브의 게스트로 출연하고 있고 아즈키 나나는 MEG등 빙 계열 외부 아티스트의 작사가로서 악곡을 제공하고 있다. 그러나 가넷 크로우의 보컬을 맡었던 나카무라 유리는 해체 이후부터 2016년까지 개인활동을 하지 않고 있다.

## 담당 악기
주로 악기를 담당하는 멤버는 오카모토 히토시, 후루이 히로히토, 아즈키 나나의 세 명이다. 오카모토는 기타를 담당하고, 후루이와 아즈키는 키보드를 담당한다. 때에 따라 아즈키의 플룻, 나카무라의 탬버린이 연주된 적도 있었다.
후루이와 아즈키는 키보드를 담당하는 점에서 공통이지만, 사용하는 기재의 수와 음색에서 조금씩 차이가 난다. 후루이는 여러 대의 키보드를 사용하지만, 아즈키는 2004년의 두 번째 라이브 이후로는 한 종류의 키보드만을 사용하고 있다. 그리고, 후루이는 신시사이저와 하몬드 오르간 등의 다채로운 음색을 나누어 사용하는 경향이 있는 데 반하여 아즈키는 피아노의 음색을 중심으로 사용되고 있다.
그러나 항상 위와 같이 사용하는 것은 아니다.

## 악곡 제작

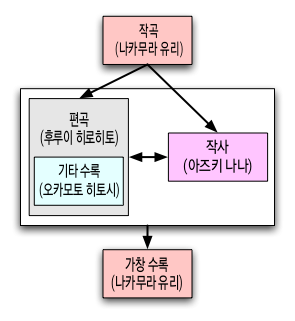
악곡 제작의 기본적인 흐름

악곡 제작에 있어서는 먼저 나카무라 유리에 의한 멜로디 라인의 작곡이 선행된다. 다음에 작사가 행해지거나, 사전에 가사의 테마를 설정하는 듯한 것은 전혀 없다). 나카무라가 작성한 데모 테이프를 기본으로 해서, 아즈키 나나에 의한 작사, 후루이 히로히토에 의한 편곡, 오카모토 히토시에 의한 기타의 수록이 행해진다. 편곡 후에 가사가 완성하는 것도 있으며, 가사와 편곡이 거의 동시에 마무리되는 경우도 있다고 한다. 이 중에서 다시 나카무라에 의한 가창 수록이 행해져서 완성이 된다(우측 그림 참조). 다만, 그 이후에 2년 가까이 재검토한 곡도 있다.

## 구성원
다음은 가넷크로우 활동 당시의 멤버에 관한 기본 정보를 기재한 것이다. 이례적으로 13년 동안 활동하면서 멤버들의 탈퇴, 영입없이 4인 체제를 그대로 유지해왔다.
| 이름            | 소개 |
| --------------- | --- |
| 나카무라 유리   | - 한자 : 中村 由利 - 영어 : Yuri Nakamura - 생년월일 : 1977년 7월 4일(47세) - 포지션 : 보컬, 작곡          |
| 아즈키 나나     | - 한자 : Azuki 七 - 영어 : Azuki Nana - 생년월일 : 1974년 7월 29일(50세) - 포지션 : 키보드, 작사           |
| 오카모토 히토시 | - 한자 : 岡本 仁志 - 영어 : Hitoshi Okamoto - 생년월일 : 1976년 6월 12일(48세) - 포지션 : 기타, 코러스     |
| 후루이 히로히토 | - 한자 : 古井 弘人 - 영어 : Hirohito Furui - 생년월일 : 1967년 2월 7일(58세) - 포지션 : 리더, 키보드, 편곡 |

## 해체
2013년 3월 30일, TOKYO DOME CITY HALL에서 진행되었던 GARNET CROW livescope 2013 ~Terminus~가 끝날 무렵 나카무라 유리가 "가넷 크로우는 6월에 라스트 라이브를 진행하고 해산한다"고 돌연 발언을 하였다. 당시 가넷 크로우에는 대다수가 매니아 계층 팬들이였기에, 팬들에게 일방적인 통보가 아니냐하는 논란이 있었다. 그러나 이 발언으로 3월 30일 당시 네이버 재팬 실시간 인기 검색어 1위를 석권하였으며, 이와 동시에 공식 웹사이트에서도 해체와 관련한 내용을 게시하였다. 일부 일본 언론에서는 가넷 크로우가 크리에이터 밴드로서의 수명을 다 하였다고 판단하에 해체하는 것이라고 추측하기도 하며, 여성 멤버 <나카무라 유리>와 <아즈키 나나> 간의 불화로 인해 해체하였다는 설이 나돌았을 정도였다. 나카무라 유리가 발언한 내용 중 이제 각자의 길을 걷고자 해산이라는 결정을 하게 되었다고 하였다. 그리고 2013년 6월 9일 오사카 그랑큐브 메인 홀 A에서 열린 GARNET CROW livescope -THE FINAL-를 마지막 라이브를 가지고 공식적인 밴드활동을 중지 및 해체하였다. 아래는 해체발언 당시 기재된 공식 웹사이트 게시글이다.

### 가넷크로우 팬분들에게 중요한 알림

#### GARNET CROW 스태프 일동
GARNET CROW를 응원해주고 있는 여러분에게. 언제나 GARNET CROW를 응원해주셔서 감사합니다. 여러분들에게 중요한 보고가 있어 알립니다. GARNET CROW는 2013년 5월 24일 도쿄 국제 포럼 홀 A 및, 6월 8일과 6월 9일 오사카 국제 회의장 그란큐브 오사카 메인 홀에서 개최되는 「GARNET CROW livescope THE FINAL」를 기하여 해산하게 됩니다. 2000년 3월 29일에 데뷔한 이래 13년이라고 하는 긴 세월에 걸쳐 GARNET CROW를 지지해 주셔서 정말로 감사합니다. 향후 멤버 4명은 각각 다른 길을 걷고자 합니다. 또 GARNET CROW의 해산에 수반하여, 오피셜 팬클럽 G-NET는, 2013년 10월말 발행 예정인 회보 vol.044를 최종호로 하며 2013년 10월 31일을 기하여 해산하게 됩니다. 팬클럽 해산에 수반하는 안내에 대해서는, 2013년 3월 30일에 발송 완료했던 「오피셜 팬클럽의 해산에 수반하는 회원 기한의 갱신에 대한 안내」를 확인해주시기 바랍니다. 끝까지, 지금까지 변함없는 성원을 받도록 아무쪼록 부탁의 말씀을 드립니다.

#### GARNET CROW가 여러분에게
저희는 2013년 5월과 6월에 개최되는 「GARNET CROW livescope THE FINAL」을 마지막으로 해산합니다. 1999년 결성 이래, 여러분의 도움덕분에 여기까지 음악할동에 충실할 수 있었습니다. 정말로 감사합니다. 지금부터 나머지 시간도 힘껏 전력으로 달려나가고 싶습니다. 「GARNET CROW livescope THE FINAL」로 여러분을 만날 수 있을 것을 기대하고 있습니다. 최고의 스테이지에서 기다리고 있겠습니다 ! <GARNET CROW : Yuri Nakamura / Azuki 7 / Hitoshi Okamoto / Hirohito Furui>

## 음반 목록

### 싱글
| 제목(원어)                             | 제목(번역)                            | 발매일           |
| -------------------------------------- | ------------------------------------- | ---------------- |
| 1.《Mysterious Eyes》                  |                                       | 2000년 3월 29일  |
| 2.《君の家に着くまでずっと走ってゆく》 | 너의 집에 도착할 때까지 계속 달려가   | 2000년 3월 29일  |
| 3.《二人のロケット》                   | 두 사람의 로켓                        | 2000년 5월 17일  |
| 4.《千以上の言葉を並べても...》        | 천 이상의 말을 늘여 놓아도...         | 2000년 9월 27일  |
| 5.《夏の幻》                           | 여름의 환상                           | 2000년 10월 25일 |
| 6.《flying》                           |                                       | 2000년 11월 29일 |
| 7.《Last love song》                   |                                       | 2001년 5월 9일   |
| 8.《call my name》                     |                                       | 2001년 8월 8일   |
| 9.《Timeless Sleep》                   |                                       | 2001년 11월 21일 |
| 10.《夢みたあとで》                    | 꿈 꾸고 난 후에                       | 2002년 3월 13일  |
| 11.《スパイラル》                      | 스파이럴                              | 2002년 8월 14일  |
| 12.《クリスタル・ゲージ》              | 크리스탈 게이지                       | 2002년 12월 11일 |
| 13.《泣けない夜も 泣かない朝も》       | 울 수 없는 밤도 울지 않는 아침도      | 2003년 7월 23일  |
| 14.《君という光》                      | 그대라는 빛                           | 2003년 9월 10일  |
| 15.《僕らだけの未来》                  | 우리들만의 미래                       | 2004년 1월 14일  |
| 16.《君を飾る花を咲かそう》            | 그대를 꾸미는 꽃을 피울 거에요        | 2004년 6월 16일  |
| 17.《忘れ咲き》                        | 잊고 피어                             | 2004년 11월 7일  |
| 18.《君の思い描いた夢 集メル HEAVEN》  | 그대가 마음속에 그린 꿈을 모은 HEAVEN | 2005년 5월 18일  |
| 19.《晴れ時計》                        | 맑음 시계                             | 2005년 11월 23일 |
| 20.《籟・来・也》                      | 라이·라이·야                          | 2006년 3월 1일   |
| 21.《夢·花火》                         | 꿈·불꽃                               | 2006년 7월 5일   |
| 22.《今宵エデンの片隅で》              | 오늘밤 에덴의 한 편에서               | 2006년 8월 19일  |
| 23.《まぼろし》                        | 환상                                  | 2006년 9월 13일  |
| 24.《風とRAINBOW / この手を伸ばせば》  | 바람과 RAINBOW / 이 손을 뻗으면       | 2007년 2월 21일  |
| 25.《涙のイエスタデー》                | 눈물의 Yesterday                      | 2007년 7월 4일   |
| 26.《世界はまわると言うけれど》        | 세계는 돈다고 말하지만                | 2007년 11월 14일 |
| 27.《夢のひとつ》                      | 꿈의 하나                             | 2008년 8월 13일  |
| 28.《百年の孤独》                      | 백년의 고독                           | 2008년 11월 23일 |
| 29.《Doing all right》                 |                                       | 2009년 5월 20일  |
| 30.《花は咲いて ただ揺れて》           | 꽃은 피고 그저 흔들려                 | 2009년 8월 19일  |
| 31.《Over Drive》                      |                                       | 2010년 4월 14일  |
| 32.《Smiley Nation》                   |                                       | 2011년 6월 29일  |
| 33.《Misty Mystery》                   |                                       | 2011년 8월 31일  |
| 34.《Nostalgia》                       |                                       | 2012년 9월 26일  |

### 정규음반
| 제목(원어)                                   | 제목(번역)                               | 발매일           |
| -------------------------------------------- | ---------------------------------------- | ---------------- |
| 1.《first soundscope～水のない晴れた海へ～》 | first soundscope ~물이 없는 맑은 바다에~ | 2001년 1월 31일  |
| 2.《SPARKLE～筋書き通りのスカイブルー～》    | SPARKLE～줄거리 그대로의 스카이 블루～   | 2002년 4월 24일  |
| 3.《Crystallize～君という光～》              | Crystallize～그대라는 빛～               | 2003년 11월 12일 |
| 4.《I'm Waiting 4 You》                      |                                          | 2004년 12월 8일  |
| 5.《THE TWILIGHT VALLEY》                    |                                          | 2006년 10월 4일  |
| 6.《LOCKS》                                  |                                          | 2008년 3월 12일  |
| 7.《Stay ～夜明けのSoul～》                  | STAY ～새벽의 Soul～                     | 2009년 9월 30일  |
| 8.《Parallel universe》                      |                                          | 2010년 12월 8일  |
| 9.《メモリーズ》                             | 메모리즈                                 | 2011년 12월 7일  |
| 10.《Terminus》                              |                                          | 2013년 3월 20일  |

### 컨셉 음반
| 제목             | 발매일         |
| ---------------- | -------------- |
| 1.《All Lovers》 | 2010년 8월 4일 |

### 인디 음반
| 제목(원어)                                                  | 제목(번역)                                              | 발매일          |
| ----------------------------------------------------------- | ------------------------------------------------------- | --------------- |
| 1.《first kaleidscope～君の家に着くまでずっと走ってゆく～》 | first kaleidscope ~너의 집에 도착할 때까지 계속 달려가~ | 1999년 12월 4일 |

### 베스트 음반
| 제목                                                  | 발매일           |
| ----------------------------------------------------- | ---------------- |
| 1.《Best》                                            | 2005년 10월 26일 |
| 2.《THE BEST History of GARNET CROW at the crest...》 | 2010년 2월 10일  |
| 3.《GOODBYE LONELY ~Bside Collection~》               | 2012년 2월 29일  |
| 4.《THE ONE ~ALL SINGLES BEST~》                      | 2013년 5월 22일  |
| 5.《GARNET CROW REQUEST BEST》                        | 2013년 10월 9일  |
| 6.《GARNET CROW BEST OF BALLADS》                     | 2014년 12월 24일 |

### 리믹스 음반
| 제목                                                 | 발매일          |
| ---------------------------------------------------- | --------------- |
| 1.《Cool City Production Vol.8 GARNET CROW REMIXES》 | 2005년 1월 21일 |

### DVD
| 제목(원어)                                                             | 제목(번역)                                    | 발매일           |
| ---------------------------------------------------------------------- | --------------------------------------------- | ---------------- |
| 1.《GARNET CROW first live scope and document movie》                  |                                               | 2003년 3월 26일  |
| 2.《GARNET CROW live scope 2004 Crystallize～君という光～》            | GARNET CROW live scope 2004 ~그대라는 빛~     | 2004년 6월 16일  |
| 3.《le 5 eme Anniversaire" L'Histoire de 2000 a 2005》                 |                                               | 2005년 7월 20일  |
| 4.《GARNET CROW LIVESCOPE OF THE TWILIGHT VALLEY》                     |                                               | 2007년 6월 27일  |
| 5.《GARNET CROW Special live in 일본어: 仁和寺(にんなじ)》             | GARNET CROW Special live in 인화사            | 2008년 12월 17일 |
| 6.《ARE YOU READY TO LOCK ON?!~livescope at the JCB Hall》             |                                               | 2009년 5월 20일  |
| 7.《GARNET CROW livescope 2010 ~THE BEST TOUR~》                       |                                               | 2010년 8월 4일   |
| 8.《GARNET CROW livescope 2009 일본어: STAY ~夜明けのSoul~》           | GARNET CROW livescope 2009 STAY ~새벽의 Soul~ | 2011년 6월 29일  |
| 9.《GARNET CROW livescope 2010+ ~welcome to the parallel univeres !~》 |                                               | 2011년 6월 29일  |
| 10.《GARNET CROW livescope 2012 ~the tales of memories~》              |                                               | 2012년 9월 26일  |
| 11.《GARNET CROW livescope 2013 ~Terminus~》                           |                                               | [ 8 ]            |
| 12.《GARNET CROW livescope ~THE FINAL~》                               |                                               | 2013년 10월 9일  |
| 13.《GARNET CROW PREMIUM BOX》                                         |                                               | 2014년 4월 7일   |
| 14.《GARNET CROW PREMIUM blu-ray BOX》                                 |                                               | 2015년 3월 27일  |